# Kanisaari (ö i Saarijärvi, Pyhäjärvi)
Kanisaari är en ö i Finland. Den ligger i sjön Pyhäjärvi och i kommunen Saarijärvi i den ekonomiska regionen  Saarijärvi-Viitasaari och landskapet Mellersta Finland, i den centrala delen av landet, 290 km norr om huvudstaden Helsingfors. Öns area är 1,3 hektar och dess största längd är 180 meter i sydöst-nordvästlig riktning.